# Heinrich Bergmann (SS-Mitglied)
Heinrich Bergmann (* 21. November 1902 in Kassel; † 14. Mai 1980 ebenda) war ein deutscher Polizist und SS-Führer, der beim Kommandeur der Sicherheitspolizei und des SD in Estland eingesetzt war.

## Leben
Nach dem Schulbesuch versuchte Bergmann erfolglos bei der deutschen Armee eine Karriere als Berufssoldat einzuschlagen,  betätigte sich in einem Freikorps und war an der Niederschlagung des Kapp-Putsches beteiligt. Bergmann wechselte 1923 in den Polizeidienst und wurde bei der Schutzpolizei eingesetzt. Er beantragte am 2. September 1937 die Aufnahme in die NSDAP, wurde rückwirkend zum 1. Mai desselben Jahres aufgenommen (Mitgliedsnummer 5.698.408) und trat 1939 der SS bei. Zwischenzeitlich wechselte er zur Kriminalpolizei und qualifizierte sich in diesem Rahmen 1938 nach einer Ausbildung an der Führerschule der Sicherheitspolizei in Berlin-Charlottenburg zum Kriminalkommissar. Bergmann war danach bei der Kripo-Leitstelle in Stuttgart tätig.
Nach dem Überfall auf die Sowjetunion war Bergmann ab etwa Ende November 1941 in Estland bei dem Kommandeur der Sicherheitspolizei und des SD Martin Sandberger in Reval eingesetzt. Bergmann leitete unter Sandberger die Abteilung AV (Kriminalpolizei) und vertretungsweise auch Gestapo in Reval. Weitere Funktionen waren die Leitung der Außenstellen Pleskau und Krasnoje Selo. Zudem war er Führer eines Teilkommandos der Einsatzgruppe A in Luga, dessen Aufgabe die Bekämpfung von Partisanen war. Im März 1944 übernahm Bergmann die Leitung der Abteilung A IV (Gestapo) bis zum Rückzug der Wehrmacht aus Estland im September 1944. Innerhalb der SS stieg Bergmann 1943 bis zum Hauptsturmführer auf. Bergmann ordnete zahlreiche „Sonderbehandlungen“, d. h. die Ermordung von Personen, an. Er organisierte und beteiligte sich an Massenexekutionen von Juden und trägt eine Mitschuld an der Ermordung von 243 sogenannten Zigeunern, die am 27. Oktober 1942 im Arbeitserziehungslager Harku erschossen wurden. Bergmann wurde 1944 das Kriegsverdienstkreuz I. Klasse mit Schwertern verliehen.
Ab Herbst 1944 war Bergmann noch in der Abteilung VI im Reichssicherheitshauptamt (RSHA) tätig. Gegen Kriegsende befand er sich mit Kollegen des RSHA in Innsbruck. Nach Schenk wechselte Bergmann im Herbst 1944 in die Abteilung IV (Gestapo) des RSHA.
Im August 1945 lebte Bergmann wieder in Deutschland, ohne einen Falschnamen angenommen zu haben. Ab 1955 war er als Beamter im Bundeskriminalamt tätig. Bergmann wurde 1956 beim BKA zum Kriminalkommissar befördert und arbeitete u. a. im Referat Ausbildung und Eignungsprüfungen. Er ging 1962 in Pension.
Im Rahmen staatsanwaltlicher Ermittlungen zum Tatkomplex Verbrechen in Estland im Bereich KdS Reval wurde Bergmann 1960 verhört und 1967 in Untersuchungshaft überführt. Konfrontiert mit den Vorwürfen bestätigte Bergmann zum Teil seine Mitverantwortung für die Verbrechen, rechtfertigte sich jedoch mit dem Hinweis auf Befehlsnotstand. Das gegen ihn eingeleitete Verfahren wurde 1970 aufgrund „gesundheitlicher Probleme“ nicht fortgeführt. Bergmann starb 1980.